# Walter Barthel (Journalist)

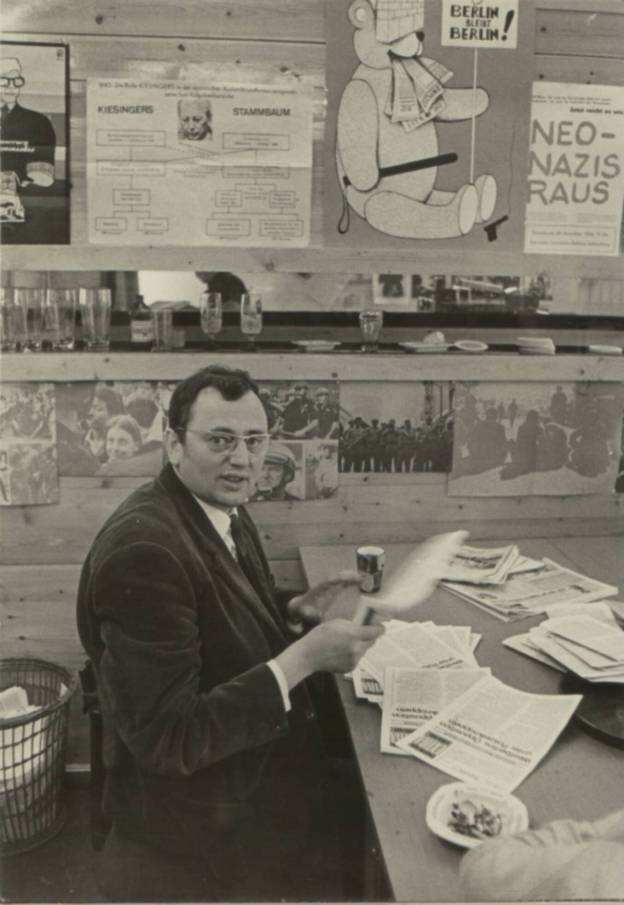
Walter Barthel 1969 im West-Berliner Redaktionsbüro beim Extra-Dienst

Walter Barthel (* 19. November 1931 in Augustusburg; † 22. September 2003 in Thum) war ein deutscher Journalist, in den 1960er Jahren Doppelagent sowie ein Gründer der linken Wochenzeitung Berliner Extra-Blatt, der sozialistischen Tageszeitung Die Neue und der Partei Demokratische Sozialisten.

## Berufliches und politisches Wirken
Barthel wuchs in Sachsen auf und gelangte früh in die FDJ sowie in die SED. Er ging zur Kasernierten Volkspolizei und wurde Politoffizier. Dort fertigte er schon in den 1950er Jahren Berichte für das Ministerium für Staatssicherheit (MfS) der DDR. Barthel studierte Wirtschaftswissenschaften an der Humboldt-Universität zu Berlin. Wegen Auseinandersetzungen mit der „Universitätsparteileitung“ verließ er die Universität und die DDR und übersiedelte 1956 nach West-Berlin. .

### Arbeiten für das Ministerium für Staatssicherheit
In Westberlin machte Barthel ein Abendschulabitur und studierte dann Politologie. Er trat 1956 in den Sozialistischen Studentenbund (SDS) ein. 1959 bot er dem MfS u. a. interne Unterlagen aus der Arbeit des SDS an. Hermann Weber zufolge machte er diese Arbeit vermutlich wegen der hohen Bezahlung. Barthel war der IM „Kurt“. Im Februar 1960 hatte Barthel die hauptamtliche Stelle eines Sekretärs des SDS. Barthel lieferte Bündel von Berichten. Manchmal kamen täglich neue Ausarbeitungen. Er lieferte Informationen über sämtliche Interna des SDS. Er gab dem MfS auch Ratschläge, wie dieses das Büro des SDS nachts unauffällig durchsuchen könne. Barthel lieferte auch Informationen über das Otto-Suhr-Institut und nahm im Auftrag der Stasi Kontakt zu dem mit 300.000 DM aus der DDR in die Bundesrepublik Deutschland übergelaufenen ehemaligen hohen FDJ-Funktionär Heinz Lippmann auf. Mit Zustimmung der Stasi ließ Barthel sich im Oktober 1960 auch vom Bundesamt für Verfassungsschutz anwerben. Sein Agentenname war dort „Student“. Zur Kontaktaufnahme und zur Ausspähung des Verfassungsschutzes sowie zur Kontaktgewinnung zu Heinz Lippmann übersiedelte Barthel nach Köln. Gleichzeitig begann er dort eine journalistische Arbeit beim Kölner Stadt-Anzeiger.
Es gelang Walter Barthel, das Vertrauen Heinz Lippmanns zu erschleichen. Lippmann und er wurden Freunde. Barthel schrieb gelegentlich Artikel für die Zeitschrift Der dritte Weg, herausgegeben von der IG Metall, deren verantwortlicher Redakteur Heinz Lippmann war. Die Zeitschrift propagierte einen Sozialismus mit Arbeiterselbstverwaltung nach dem Modell Jugoslawiens und engagierte sich gegen den DDR-Sozialismus. Die meisten Autoren waren geflüchtete ehemalige Bürger der DDR. Finanziert wurde die Zeitschrift durch das Bundesamt für Verfassungsschutz.
Barthels Agententätigkeiten wurden 1994 in der Gauck-Behörde von Hubertus Knabe (dem späteren Direktor der Gedenkstätte Berlin-Hohenschönhausen) und seinen Mitarbeitern aufgedeckt. Barthels Agententätigkeit war da schon verjährt. In einer 1996 im WDR-3-Hörfunk von ihm selbst verfassten Sendung formulierte Barthel, er habe zeitgleich als V-Mann für das Bundesamt für Verfassungsschutz unter Günther Nollau gearbeitet. 1965 habe ihn die „Stasi“ dort wieder abgezogen. 
Diesen Sender-Beitrag bezeichnete Hermann Weber in der Frankfurter Rundschau vom 11. Oktober 1996 als „unerquickliches Manuskript eines Charakterlumpen“.
Barthel selbst stellte sich als „idealistischen Marxisten auf verschlungenen Pfaden“ dar.
1966 trat Barthel der „Novembergesellschaft“ bei, in der auch Johannes Agnoli und Klaus Meschkat aktiv waren. Er war führendes Mitglied im Republikanischen Club Berlin – an der Seite von Hans Magnus Enzensberger, William Borm, Wolfgang Neuss und Ossip K. Flechtheim – sowie Landessekretär des Berliner SDS neben den Führungskräften Klaus Meschkat, Horst Mahler, Bernd Rabehl und Rudi Dutschke. Er unterstützte die Bewegung zur Enteignung Springers und „versteigerte“ eigenhändig auf dem Kurfürstendamm die „Gänsefüßchen“, mit denen bis dato in fast allen westdeutschen Zeitungen die DDR apostrophiert wurde. Knabe (kein Zeitzeuge, sondern viele Jahre bei Gauck (Bundesbeauftragter für die Stasi-Unterlagen) mitarbeitender Akten-Forscher) versucht heute am Beispiel Barthels zu belegen, dass die linke studentische Bewegung, die APO, in West-Berlin und Westdeutschland nicht autonom und innen entstanden ist: Als verantwortlich nennt er das MfS. Er unterstellt den vielfältigen Bewegungen von damals, „DDR-freundliche Kräfte“ gewesen zu sein, und hält Barthel vor, als Augenzeuge dem Kölner Stadtanzeiger über die Erschießung Benno Ohnesorgs berichtet zu haben.
Walter Barthel war befreundet mit Dietrich Staritz, der von 1961 bis 1972 ebenfalls MfS-Agent war. Hermann Weber behauptet, dass Barthel schon beim Verlassen der DDR ein Agent gewesen sei und in Folge seinen Freund Staritz für das MfS angeworben habe.

### Zeitungsarbeit von 1966 bis 1982
Barthel arbeitete ab 1966 unter Stefan Reisner in der von Augstein geplanten, jedoch nach einigen Nullnummern nicht realisierten Tageszeitung Heute und gründete dann mit Carl „Charly“ Guggomos alias IM Gustav das Berliner Extrablatt, aus dem 1968 für 14 Jahre der Berliner Extra-Dienst (ed) mit zwei Ausgaben pro Woche hervorging. Barthel (Redaktionsname „WaBa“) war 14 Jahre lang Geschäftsführer und Redakteur dieses Pressedienstes. Die Extra-Dienst-Crew wurde von Guggomos und Barthel angeführt; weitere Mitarbeiter waren Martin Buchholz, Hannes Schwenger, Horst Tomayer, Stefan Reisner und Rainer Hachfeld.
In seinen Artikeln distanzierte sich Barthel deutlich von den Kaderparteien SED/SEW/DKP, empörte sich über die kommunistische Traditionspresse und geißelte deren „vercodete Sprache“; Zeitungen wie Die Wahrheit, UZ oder Neues Deutschland griffen wiederum den Extra-Dienst scharf an. Später wurde aufgedeckt, dass der ed trotzdem in Abständen kleinere Geldsummen aus DDR-Kanälen erhalten hatte. Der ed bekundete der innerparteilichen Oppositionsgruppe Die Klarheit Sympathie und gab ihr Raum, während zeitgleich die SEW/SED diese „eurokommunistischen Schreibtischsozialisten“ als „Kuckucksei“ und „Geschäft des Gegners“ beschrieben.
Nach einem Streit zwischen Guggomos und Barthel Ende der 1970er Jahre (Walter Barthel war von 1973 bis 1979 Bonner Korrespondent des ed) gab Barthel erfolglos einige Nummern eines Bonner Extra-Dienstes heraus und versuchte sich danach mit einer Drechselwerkstatt. 1978 gründete die gleiche Gruppe von Journalisten die linkssozialistische Tageszeitung Die Neue. Nicht Barthel, sondern Guggomos und Buchholz hatten zuvor im Mai 1978 die SEW-Führung von der geplanten Einstellung des ed zugunsten einer sozialistisch-liberalen Tageszeitung für Westdeutschland informiert und die Partei um Unterstützung gebeten; man wolle Christian Ströbele zuvorkommen, der – wie es hieß – 1979 eine linke Tageszeitung starte. 1982 war Barthel eingebunden in die Gründung der Partei Demokratische Sozialisten (DS), deren Kern aus SPD-Abweichlern bestand, an der Spitze die Bundestagsabgeordneten Manfred Coppik und Karl-Heinz Hansen nach ihren Parteiausschlüssen.

### Nach der Wende

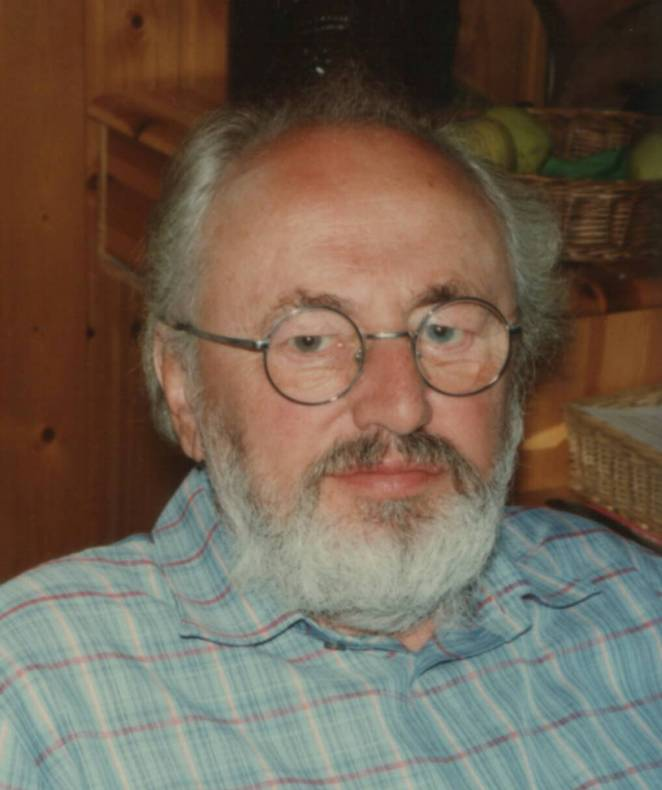
Barthel 1996 in Leubsdorf

Die Enttäuschung vieler politischer Freunde über seine undurchsichtigen Agentenaktivitäten versuchte Barthel zurückzuweisen mit der Argumentation, die Tätigkeiten hätten grundsätzlich dem Frieden gedient und er habe zu keiner Zeit als Agent hüben oder drüben in den fraglichen Jahren 1959–1968 (und danach ohnehin nachweislich nicht) seine tatsächlich undogmatische, demokratisch-sozialistische Einstellung verraten. Die Diskussion um seine Aktivitäten, um sein Links-Sein und seinen Charakter begannen 1994 und hielten auch nach seinem Tod an; die heftigen Vorhaltungen, die ihm Gerda und Hermann Weber in ihrem Buch Leben nach dem „Prinzip links“ machen, beziehen sich auf die Zeit vorher, die 1960er Jahre.
1990, unmittelbar nach der Wende, ritt Barthel auf einem Haflinger vier Wochen lang etwa 850 km von Freisheim bei Bonn aus „mit Heimweh“ zurück in seine alte Heimat, das Erzgebirge. Begleitet von einem WDR-TV-Team traf er am Ziel Augustusburg seine alte Mutter. Barthel ließ sich danach mit seiner zweiten Frau (seit 1972 Anna Penders) in Leubsdorf nieder. Dort war er als Verwalter und Hausmeister auf dem Anwesen seines Freundes Martin Buchholz tätig, bis er schwer erkrankte und  mit seiner Frau nach Thum umzog, wo er 2003 (und sie 95-jährig 2022) starb.

### Medientätigkeiten (Auswahl)
Printmedien
- Der dritte Weg
- Kölner Stadtanzeiger
- Heute/Berliner Extra-Blatt
- Spandauer Volksblatt
- Berliner Extra-Dienst/Bonner Extra-Dienst
- Deutsches Allgemeines Sonntagsblatt
- Die Neue

Radio/TV
- WDR 3 (Hörfunk)
- WDR (TV)

## Rundfunksendungen über Barthel
- Karin Storch: Wo sind sie geblieben, was haben sie erreicht? In: ZDF, ausgestrahlt 1980
- WDR: Eine Reise von der Eifel ins Erzgebirge (elf Folgen über Barthel), AKS 258400, 1990
- Aus dem Leben eines Doppelagenten. Redaktion: Jürgen Keimer, Gegenstand: W. Barthel. In: Kritisches Tagebuch, WDR 3, 23. Januar 1996
- Tilman Jens: Bespitzelt Springer. Wie die Stasi einen Medienkonzern ausspähte. ARD 1., ausgestrahlt am 28. Oktober 2009